# Olympische Jugend-Sommerspiele 2010/Teilnehmer (Schweden)
| Gelbes Symbol für Goldmedaillen mit stilisierten Olympischen Ringen | Graues Symbol für Silbermedaillen mit stilisierten Olympischen Ringen | Braundes Symbol für Bronzemedaillen mit stilisierten Olympischen Ringen |
| ------------------------------------------------------------------- | --------------------------------------------------------------------- | ----------------------------------------------------------------------- |
| 2                                                                   | —                                                                     | 3                                                                       |

Die Jugend-Olympiamannschaft aus Schweden für die I. Olympischen Jugend-Sommerspiele vom 14. bis 26. August 2010 in Singapur bestand aus fünfzehn Athleten.
Fahnenträgerin bei der Eröffnungsfeier war Angelica Bengtsson, welche die Goldmedaille im Stabhochspringen gewann. Auch die zweite schwedische Goldmedaille wurde in der Leichtathletik gewonnen: Khadijatou Sagnia setzte sich im Dreisprung gegen die Konkurrenz durch. Daneben gewannen drei Athletinnen Bronze: Heidi Schmidt im Diskuswurf, Jennifer Ågren im Taekwondo bis 55 Kilogramm und Turnerin Jonna Adlerteg am Stufenbarren.

## Athleten nach Sportarten

### Badminton
Jungen
- Mikael Westerbäck
Einzel: Gruppenphase

### Leichtathletik
| Mädchen - Heidi Schmidt Diskuswurf: Bronze - Khaddi Sagnia Dreisprung: Gold - Angelica Bengtsson Stabhochsprung: Gold | Jungen - Oscar Vestlund Kugelstoßen: 9. Platz - Melker Svärd Jacobsson Stabhochsprung: 4. Platz |

### Rudern
Mädchen
- Ebba Sundberg
Einer: 17. Platz

### Schwimmen
| Mädchen - Lovisa Eriksson 50 m Freistil: 5. Platz 100 m Freistil: Rückzug vor dem Finale 100 m Rücken: 5. Platz 50 m Schmetterling: 6. Platz 100 m Schmetterling: Rückzug vor dem Halbfinale - Ida Lindborg 100 m Rücken: 6. Platz 200 m Rücken: (Vorrunde) | Jungen - Måns Hjelm 50 m Freistil: 18. Platz (Vorrunde) 100 m Freistil: 25. Platz (Vorrunde) 50 m Rücken: 9. Platz (Halbfinale) 100 m Rücken: 20. Platz (Vorrunde) 200 m Rücken: DNS 200 m Lagen: 21. Platz (Vorrunde) - Gustav Åberg Lejdström 200 m Freistil: 20. Platz (Vorrunde) 400 m Freistil: 10. Platz (Vorrunde) |

### Taekwondo
Mädchen
- Jennifer Ågren
Klasse bis 55 kg: Bronze

### Tischtennis
Jungen
- Hampus Soderlund
Einzel: Viertelfinale
Doppel: Viertelfinale (mit Bernadette Szőcs  Rumänien)

### Triathlon
Mädchen
- Annie Thoren
Einzel: 15. Platz
Mannschaft: 7. Platz (im Team Europa 4)

### Turnen
Mädchen
- Jonna Adlerteg
Einzelmehrkampf: 10. Platz
Stufenbarren: Bronze 
Schwebebalken: 8. Platz
Boden: 7. Platz